# HETAC
El Higher Education and Training Awards Council (HETAC, por sus siglas en inglés), es el organismo encargado de la validación y expedición de títulos universitarios estudiados en Colegios e Institutos Tecnológicos en la República de Irlanda. 

## Historia
El HETAC fue creado en 1991 en sustitución del National Council for Educational Awards, (NCEA, por sus siglas en inglés). La Ley de Calificaciones de 1999 de la República de Irlanda estableció su creación con el fin de promover los estudios universitarios en el país. El organismo es de carácter público y autónomo.

## Misión
La misión principal del HETAC es el establecimiento de los estándares, la acreditación de programas y calificaciones con las que se puede obtener un título universitario de tercer nivel. Igualmente, se encarga de proveer confianza al público en general de que los estudios aprobados por el Consejo sean de los más altos niveles de calidad, cumpliendo con las expectativas de la sociedad irlandesa y la comunidad internacional.

## Directorio
- W.J. (Séamus) Smyth
- Gearóid Ó Conluain
- Stan McHugh
- Diarmuid Hegarty
- Mary McGlynn
- Finola Doyle-O'Neill
- Marion Coy
- Michael Carmody
- Diarmuid O'Callaghan
- Bartley Rock
- Marion Palmer
- Paddy Murray
- Margaret Duignan
- Barbara Brittingham
- Norman Sharp OBE